# 謝列德尼亞山
48°37′24.3″N 24°6′50.3″E / 48.623417°N 24.113972°E
謝列德尼亞山是烏克蘭的山峰，位於該國西部伊萬諾-弗蘭科夫斯克州，屬於烏克蘭喀爾巴阡山脈中戈爾加內山脈的一部分，海拔高度1,639米。